# Троян (Хасковська область)
Троя́н (болг. Троян) — село в Хасковській області Болгарії. Входить до складу общини Симеоновград.

## Населення
За даними перепису населення 2011 року у селі проживали 243 особи, усі — болгари.
Розподіл населення за віком у 2011 році:
Динаміка населення: